# Marcus Spiegelberg
Marcus Spiegelberg (* 22. Februar 1992 in Kaltenkirchen) ist ein deutscher Politiker (parteilos, zuvor bis 2022 AfD, bis 2015 CDU). Er war von 2016 bis 2021 Abgeordneter im Landtag von Sachsen-Anhalt.

## Leben
Spiegelbergs wurde in Kaltenkirchen in Holstein geboren, nachdem seine beiden in der DDR geborenen Eltern nach der Wende und dem Ende der DDR kurzzeitig in den alten Bundesländern lebten. Danach lebte er in Mecklenburg-Vorpommern, Thüringen und anschließend im Süden Sachsen-Anhalts.
2008 erlangte Spiegelberg den Erweiterten Realschulabschluss an der Weißenfelser Beuditzschule. Das Abitur legte er 2011 an der Berufsbildenden Schule in Weißenfels ab. Seit 2011 studiert Spiegelberg Geschichtswissenschaft und Ethnologie an der Martin-Luther-Universität Halle-Wittenberg.
Spiegelberg wohnt in Weißenfels und ist christlichen Glaubens (freikirchlich). Er ist seit Juli 2017 mit der Russlanddeutschen Elisabeth Spiegelberg (geb. Dick) verheiratet, welche von 2018 bis zu ihrem Austritt aus der AfD 2022 Sprecherin der Interessengemeinschaft der Russlanddeutschen in der AfD Sachsen-Anhalt (IGdRD) war. Marcus Spiegelberg ist u. a. großmütterlicherseits sudetendeutscher Abstammung und Mitglied der Sudetendeutschen Landsmannschaft. Er war Mitglied in der VAdM (Vertriebene, Aussiedler und deutsche Minderheiten in der AfD). Als Hobby betreibt Spiegelberg zudem seit seiner Jugend eine umfangreiche Ahnenforschung/Genealogie.
Spiegelberg und seine Frau haben zwei gemeinsame Kinder.

## Politik
Nach dem Abitur war Spiegelberg zunächst Mitglied in der CDU und Jungen Union (JU). Er war Ortsvorsitzender der JU Weißenfels und seit 2014 Kreisgeschäftsführer im JU-Kreisvorstand Burgenlandkreis. Zudem gehörte Spiegelberg bis zu seinem Austritt dem CDU-Ortsvorstand Weißenfels an.
2015 wechselte Spiegelberg zur AfD und deren Jugendorganisation Junge Alternative.
Von 2015 bis Anfang 2019 war er stellvertretender Kreisvorsitzender der AfD Burgenlandkreis und war zeitweise stellvertretender Landesvorsitzender der Jungen Alternative Sachsen-Anhalt. Im Herbst/Winter 2015 wurde er als Listen- und Direktkandidat von seiner Partei nominiert und zog bei der Landtagswahl in Sachsen-Anhalt 2016 mit 31,8 Prozent der Erststimmen im Wahlkreis Weißenfels (Wahlkreis 43 – Weißenfels, Teuchern, Lützen) über das Direktmandat als zu diesem Zeitpunkt jüngster Abgeordneter in den Landtag Sachsen-Anhalt ein.
Im Landtag war er zunächst ständiges Mitglied im Ausschuss für Arbeit, Soziales und Integration sowie im 15. Untersuchungsausschuss. Nach einigen Änderungen der Ausschussbesetzungen innerhalb der AfD-Fraktion war er seit 2017 Mitglied im Ausschuss für Bildung und Kultur. Stellvertretendes Mitglied war Spiegelberg im Petitionsausschuss, im Ausschuss für Arbeit, Soziales und Integration sowie im 15. Untersuchungsausschuss. Spiegelberg begleitete seit 2016 im Landtag die Funktion des Schriftführers.
Seit dem Parteiaustritt des bisherigen Kreisvorsitzenden André Poggenburg im Januar 2019 leitete Spiegelberg als neuer Vorsitzender den AfD-Kreisverband Burgenlandkreis und hatte in dieser Funktion den Kommunalwahlkampf 2019 im Burgenlandkreis mitgetragen. Er zog mit 3832 Stimmen in den Kreistag ein und mit 2091 Stimmen in den Stadtrat der Stadt Weißenfels. Mit seiner Ehefrau Elisabeth und seiner Mutter Ramona zogen zudem noch zwei weitere Mitglieder der Familie Spiegelberg in den Stadtrat von Weißenfels ein.
Bei der Wahl zum Landtag in Sachsen-Anhalt am 6. Juni 2021 verlor Spiegelberg sein Landtagsmandat an die Direktkandidatin der CDU. Er zog deshalb nicht erneut in den Landtag ein.
Im Mai 2022 trat Spiegelberg zusammen mit seiner Frau und seiner Mutter aus der AfD aus und ist seit dem parteilos. Die sechsköpfige Weißenfelser AfD-Stadtratsfraktion, welcher durch weitere Parteiaustritte inzwischen nur noch ein AfD-Mitglied angehörte, benannte sich daraufhin in einer Sitzung Ende Mai 2022 einstimmig in „Weißenfelser für Heimat und Familie“ um. Laut Pressemitteilung vertritt die umbenannte Fraktion dabei eine „patriotisch-soziale Ausrichtung“.
Zur Kommunalwahl am 9. Juni 2024 traten Spiegelberg sowie seine Frau und seine Mutter nicht erneut für den Weißenfelser Stadtrat und den Kreistag Burgenlandkreis an, womit alle Drei aus ihren letzten politischen Mandaten ausschieden. Zusammen mit seinem Parteiaustritt aus der AfD im Mai 2022 und der damit verbundenen Niederlegung seiner letzten Ämter innerhalb einer politischen Organisation, liegt damit aktuell keine bekannte politische Aktivität mehr bei Spiegelberg vor.

### Politische Positionen
Bei Facebook kritisierte Spiegelberg 2016 erstmals „die linken Altparteien bzw. ihre radikalen Sympathisanten“ und die evangelische Kirche als inzwischen „links-grüne Organisation“.
Spiegelberg warb im Vorfeld der Landtagswahl 2016 auf seinem Wahlplakat mit der Eigendarstellung „Jung. Patriotisch. Bürgernah.“ und ordnet seinen politischen Kurs selbst als „patriotisch und sozial“ ein. Er ist Unterzeichner der Erfurter Resolution und damit Mitglied des sich selbst als nationalkonservativ verortenden „Flügels“ innerhalb der AfD, zu dem neben Björn Höcke auch der ehemalige Landes- und Kreisvorsitzende des Burgenlandkreises André Poggenburg gehörte, welcher Anfang 2019 aus der AfD austrat und eine eigene Partei rechts der AfD gründete.
Im Herbst 2017 äußerte er sich in einer Kleinen Anfrage und in den nachfolgenden Nachfragen positiv zu einer möglichen mitteldeutschen Länderfusion „Sachsen-Thüringen“.

### Kontroversen
Am 9. November 2016 wurde Spiegelberg bei einer Gedenkveranstaltung der Stadt Weißenfels und des Simon-Rau-Zentrums zur Reichspogromnacht, des Saales verwiesen. Spiegelberg kritisierte, dass ihm mit dem Rauswurf „indirekt Antisemitismus“ unterstellt werde. Er fühle sich jedoch „dem jüdischen Volk als Christ sehr verbunden“ und für ihn sei das jüdisch-christliche Abendland „keine Phrase“.
Im Dezember 2017 sorgte eine Kleine Anfrage von Spiegelberg zum Thema Organspende für Kritik, in welcher er Österreich als „deutschen Staat“ bezeichnete: „Hierbei [bei der Regelung der Organspende] sollten wir uns die erfolgreiche Herangehensweise eines anderen deutschen Staates ansehen und uns als Vorbild nehmen: die von Österreich.“ Seitens der anderen Fraktionen wurde diese Aussage massiv kritisiert und Spiegelberg sowie der AfD allgemein „Revisionismus“ und „großdeutscher Vormachtwahn“ vorgeworfen. Spiegelberg selbst verteidigte seine Äußerung: „Es steht doch kein Anschluss von Österreich auf der Agenda der AfD. […] Österreich ist sprachlich und historisch eng mit uns verbunden. Es ist unser Bruderstaat Nummer eins.“